# Jan Jansen
Johannes Hendrikus "Jan" Jansen (Basdorf, Hessen, Alemanya, 26 de febrer de 1945) va ser un ciclista neerlandès, que va córrer durant els anys 60 i primers dels 70 del segle xx.
El 1968 va prendre part en els Jocs Olímpics de Mèxic, en què va guanyar la medalla de plata en la prova de tàndem, fent parella amb Leijn Loevesijn.
Durant la seva carrera també guanyà nou campionats nacionals en diferents modalitats de ciclisme en pista.
És germà del també ciclista Harrie Jansen.

## Palmarès
- 1965
  -  Campió dels Països Baixos de velocitat amateur
- 1966
  -  Campió dels Països Baixos de velocitat amateur
  -  Campió dels Països Baixos de tàndem amateur, amb Wim Koopman
- 1967
  -  Campió dels Països Baixos de tàndem amateur, amb Wim Koopman
- 1968
  -  Campió dels Països Baixos de velocitat amateur
  -  Campió dels Països Baixos de tàndem amateur, amb Leijn Loevesijn
  -  Medalla de plata als Jocs Olímpics de Ciutat de Mèxic en tàndem
- 1970
  -  Campió dels Països Baixos de velocitat amateur
  -  Campió dels Països Baixos de tàndem, amb Peter van Doorn
- 1971
  -  Campió dels Països Baixos de tàndem, amb Peter van Doorn